# اولشانی (ناحیه کلاتووی)
اولشانی (به چکی: Olšany) یک منطقهٔ مسکونی در جمهوری چک است که در ناحیه کلاتووی واقع شده‌است. اولشانی ۳٫۱۸ کیلومتر مربع مساحت و ۲۰۲ نفر جمعیت دارد و ۵۱۶ متر بالاتر از سطح دریا واقع شده‌است.